# لیک هیوز (کالیفرنیا)
لیک هیوز (به انگلیسی: Lake Hughes) یک منطقهٔ مسکونی در ایالات متحده آمریکا است که در شهرستان لس‌آنجلس، کالیفرنیا واقع شده‌است. لیک هیوز ۲۷٫۶۸۰ کیلومتر مربع مساحت و ۶۴۹ نفر جمعیت دارد و ۹۸۴ متر بالاتر از سطح دریا واقع شده‌است.